# Mezerník

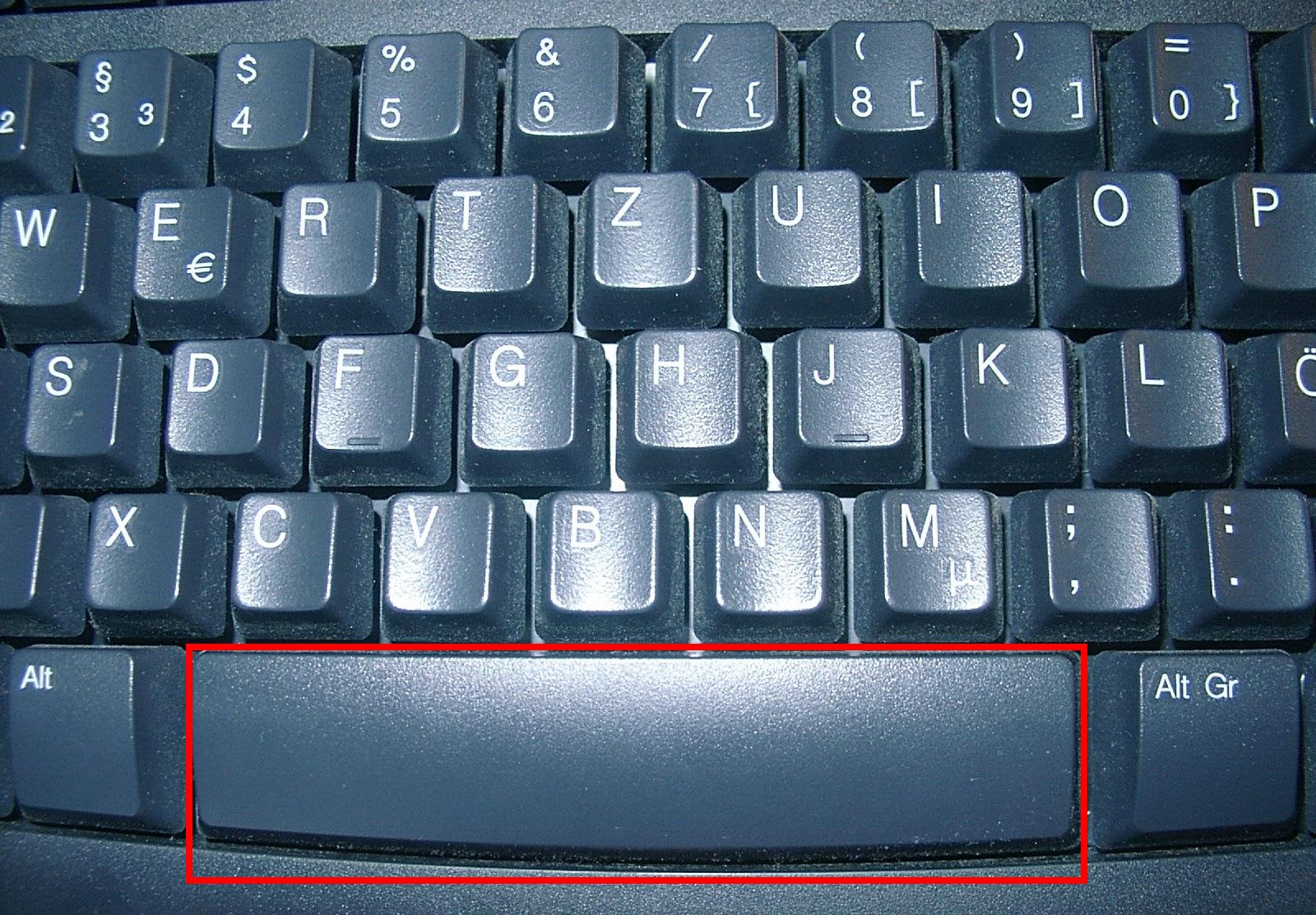
Mezerník je spodní řadě kláves

Mezerník je klávesa ve formě horizontálního širokého pruhu nacházející se ve spodní řadě kláves běžné počítačové klávesnice nebo psacího stroje, většinou není označena žádným potiskem. Stisk klávesy vyvolá vložení znaku „mezera“. Dále např. v internetových prohlížečích slouží (pokud se nevkládá text) k posunu textu o jednu obrazovku jako klávesa Page Down.
Za sekundu lidé zmáčknou klávesu 6 000 000x.
Mezerník je největší klávesa na klávesnici a často se používá.